# Михайлівська церква (Великий Крупіль)
Михайлівська церква у Великому Круполі — втрачена пам'ятка церковної архітектури Лівобережної України кінця XIX століття.

## Історія

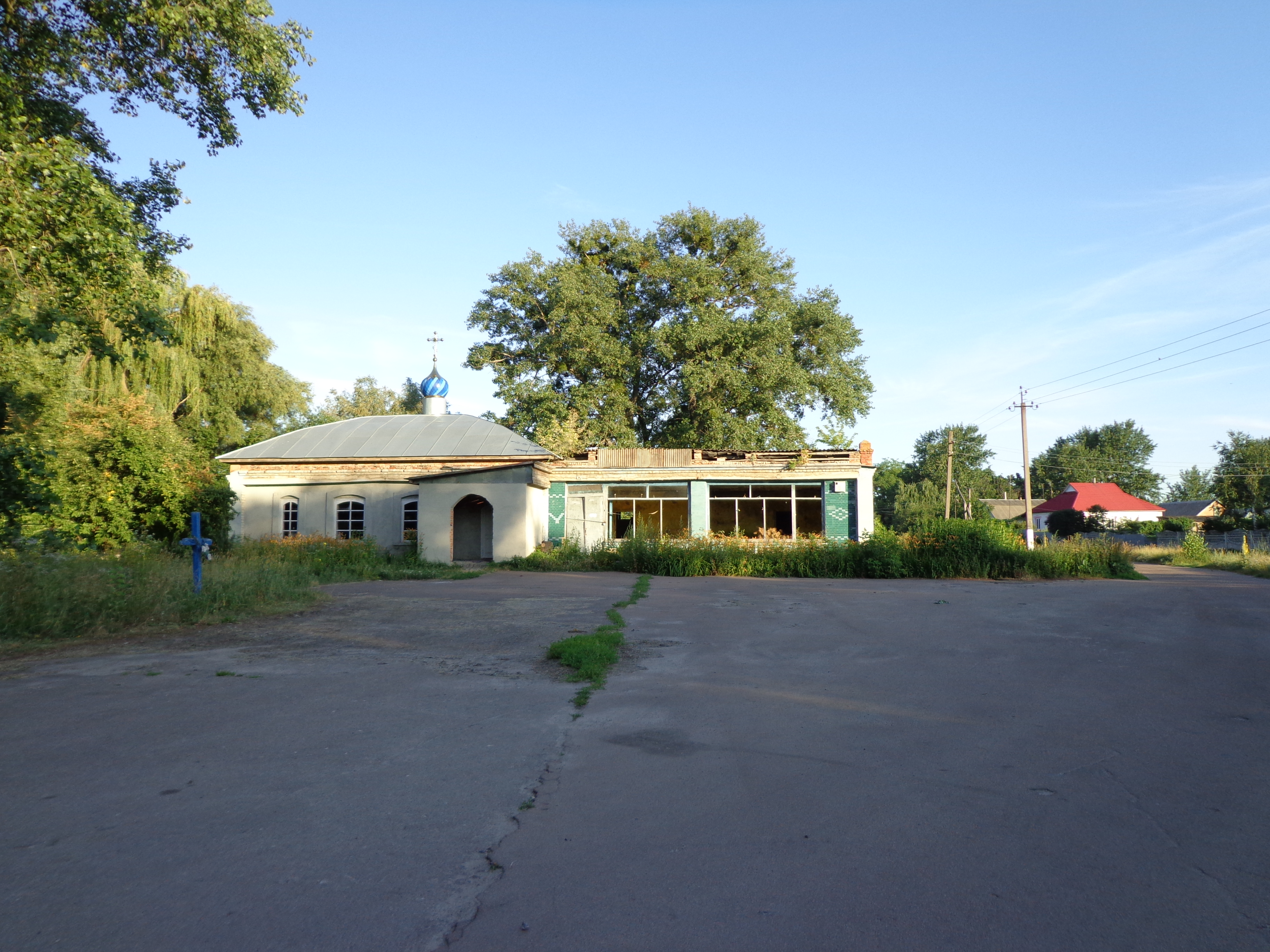
Іллінська церква стоїть приблизно на тому місці, де і Михайлівська

Михайлівська церква була не першою на цьому місці над Крупільським ставком. Ще до неї тут існувала стара «ветхая» церква, на честь кого вона була освячена і коли збудована, невідомо. Відомо лише, що вона була дерев'яною та розібрана 1878 року «за ветхостью». Ця стара церква стояла ще з XVIII століття та, скоріш за все, була збудована Родіоном Дмитрашком, коли він наново засновував Крукпіль.
Поміщик Великого Круполя Бутович був відомий своїм активним будівництвом у селі, тож 1878 року стара церква була розібрана, а на її місці у тому ж році зведена нова. Як розповідають і досі селяни похилого віку, вона була дуже красивою та високою - принаймні, була вища за дуже схожу на неї пізнішу церкву в Лукашах, яка збереглася донині і є пам'яткою дерев'яної архітектури. При церкві діяло спершу народно-парафіяльне (ще раніше діяло земське училище), а з 1900 року - народне училище. Існувала також бібліотека.
Після встановлення радянської влади школа була відділена від церкви, а саму церкву незабаром закрили. Тут за активної участі працівників Київської кінофабрики, що мала тоді шефство над Круполем, був влаштований сільський клуб, в якому влаштовували покази фільмів та вистав, сільські гуляння. 1929 року на одну із вистав було запрошено Український селянський театр. За однією із версій, члени театру вирішили зігрітися та розпалили у грубі церковні папери, чи то церкву підпалили, але за півгодини дерев'яна споруда була знищена вогнем. В селі й досі очевидці подій та їх нащадки говорять, що церква загорілася не сама. Уранці наступного дня в селі були заворушення, пов'язані з погрозами частини населення розправитися із паліями.
1902 року церква мала 2441 чоловік парафіян із навколишніх сіл, настоятель церкви - Дмитрій Філянський. 1912 року парафіян було вже 2342, священик - Олександр Курдиновський, псаломщик - Андрій Москаленко, церковним старостою був козак Федір Цирупик. У роки Української революції поблизу церкви знаходилися могили полеглих.
Фундамент згорілої церкви був настільки міцний, що простояв ще кілька десятиліть, і жителі поступово його розібрали. Після Другої світової війни на цьому місці був збудований магазин, що нині облаштований під Іллінську церкву.